# Коринтианская демократия
«Коринтиа́нская демокра́тия» (порт. Democracia Corinthiana, «Демокра́тия Коринтиа́на») — период в истории бразильского клуба «Коринтианс» с 1982 по 1984 год, когда все важные социальные вопросы (приём на работу, распределение доходов, право на употребление алкоголя в общественных местах, свобода выражения политических взглядов и т.п.) решались путём равноправного голосования членов клуба. Голос технического работника, массажиста или физиотерапевта был равен голосу функционера из администрации клуба или звёздного игрока. Это создало своеобразное «самоуправление» команды, которое очень ярко контрастировало с диктаторским режимом, действовавшим тогда в Бразилии.

## Предпосылки

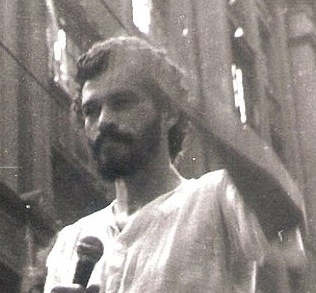
Сократес призывает правительство позволить бразильцам участвовать в выборах

1981 год стал для «Коринтианса» неудачным — как в чемпионате штата, так и в чемпионате Бразилии. В апреле 1982 года вместо Висенте Матеуса новым президентом клуба стал Валдемар Пирес. Одним из первых решений Пиреса стало назначение на должность технического директора Адилсона Монтейро Алвеса, который описывается в книге Жилвана Рибейро «Казагранде и его демоны» (Casagrande e seus demônios) как «молодой социолог с революционными идеями в спортивном управлении». Адилсон прислушивался к мнению игроков и других работников клуба, а учитывая то, что одними из самых авторитетных игроков у «чёрно-белых» были политически активные и тяготевшие к левым «народным» взглядам Сократес и Владимир Родригес, в «Коринтиансе» сложились предпосылки для революционных изменений.

## Выражение
«Коринтианс» стал первым клубом, который начал использовать футболки для политических лозунгов. По инициативе Вашингтона Оливето (вице-президент по маркетингу клуба и один из создателей термина «Демократия Коринтиана», наряду с журналистом Жукой Кфоури) на футболках появились такие надписи политического характера, как «Прямые (выборы) сейчас же» (Diretas-já) или «Я хочу голосовать за президента» (Eu quero votar para presidente). Это был вызов в период диктатуры, когда в стране нарастали социальные движения за реформы и демократизацию. Движение было достаточно неприятным для военного руководства страны, которое через своего спортивного чиновника бригадира Жеронимо Бастоса призывало клуб к большей «умеренности».

Наша команда жила, трудилась и играла гармонично. Каждый из нас имел одинаковые права, независимо от образования, цвета кожи, политических взглядов. Каждый мог высказывать свою точку зрения. Она обсуждалась, и, бывало, человек прощался с клубом по своему желанию. Знаменитый вратарь Леао некоторое время был у нас, но предпочёл возвратиться в «Палмейрас». Леао — сильная личность, но ему чужды демократические взгляды, и это мешало командной работе— Сократес, 
Результатом внедрения политики «Коринтианской демократии» стало улучшение обстановки в команде, что отразилось и на спортивных результатах. «Коринтианс» дошёл до полуфинала чемпионата Бразилии 1982 года, а также выиграл Паулисту в 1982 и 1983 годах. Подбор исполнителей в команде также был на высоком уровне: Биро-Биро сыграл важную роль в победе в чемпионате штата 1982 года, забив решающий гол в ворота «Сан-Паулу», чемпион мира 1970 года Зе Мария завоевал свой последний титул чемпиона штата в 1983 году уже в качестве играющего тренера, Зенон и Сократес были «мозговым центром» в середине поля, надёжно играл опытнейший полузащитник Эдуардо. «Коринтианс» играл по тактической схеме 1-4-4-2, с полузащитой, выстроенной «ромбом» (Паулиньо — полузащитник оборонительного плана, по краям — Биро-Биро и Зенон, а также Сократес в качестве атакующего полузащитника). Пара нападающих выстраивалась необычным образом — Казагранде действовал постоянно на самом краю атака, в то время как Аталиба пребывал в «тени», как правило, чаще подключаясь с правого края. По бразильской традиции, фланговые защитники, то есть латерали, курсировали по всему флангу и тоже могли участвовать в атакующих действиях команды.

## Итоги
В период «самоуправления» клуб полностью избавился от долгов и даже получил чистую прибыль в размере 3 млн долларов США. В 1984 году «Коринтианская демократия» начала вытесняться из клуба. Сократес, один из главных идеологов этой политики, уехал играть в Италию, «бунтарь» Валтер Казагранде ушёл в аренду в стан принципиальных соперников — «Сан-Паулу», но самое главное — была подготовлена почва для возвращения «вечного» президента Висенте Матеуса, который проповедовал стиль управления, далёкий от идеалов «Коринтианской демократии». В итоге на выборах президента клуба, прошедших 1 апреля 1985 года, с минимальным перевесом победу над Монтейро Алвесом одержал союзник Матеуса, Роберто Паскуа. Всего через два года сам Матеус без особых проблем в третий раз возглавил клуб.